# Bergguan
Bergguan (Penelopina nigra) är en hotad hönsfågel i familjen trädhöns som förekommer i Centralamerika.

## Utseende
Bergguan är en 59–65 cm lång trädhöna med tydlig skillnad mellan könen. Hanen är relativt liten, helsvart och med rött på ben, näbb och dröglapp. Honan är större, brun och tydligt bandad. Under våren hörs från hanen en genomträngande vissling som den ofta alternerar med ett förunderligt sprakande ljud i glidande spelflykt.

## Utbredning och systematik
Bergguan förekommer i fuktiga bergsskogarna från södra Mexiko till Nicaragua. Den placeras som enda art i släktet Penelopina och behandlas som monotypisk, det vill säga att den inte delas in i några underarter.

## Levnadssätt
Bergguanen hittas i fuktiga städesgröna skogar i förberg och högländer, därav namnet. Den ses mestadels högt uppe i träden, enstaka eller i par, där de rör sig snabbt och kan lätt undgå upptäckt.

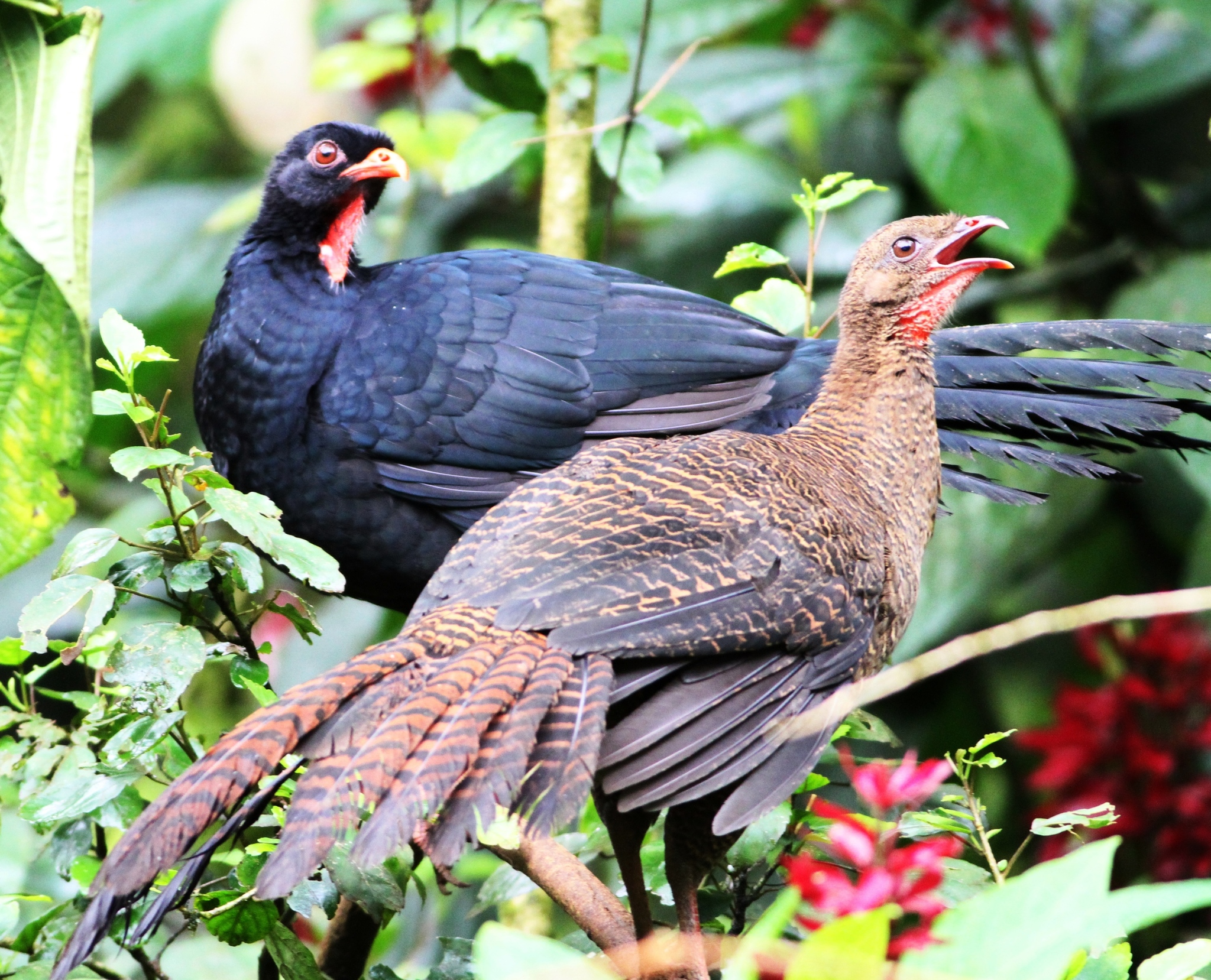

## Status och hot
Bergguanen minskar kraftigt i antal till följd av jakt och habitatförlust. Internationella naturvårdsunionen IUCN kategoriserar den därför som sårbar. Världspopulationen uppskattas till under 50 000 vuxna individer.